# Acraea diavina
Acraea diavina är en fjärilsart som beskrevs av Suffert 1904. Acraea diavina ingår i släktet Acraea och familjen praktfjärilar. Inga underarter finns listade i Catalogue of Life.